# Guzmania remediosensis
Guzmania remediosensis là một loài thực vật có hoa trong họ Bromeliaceae. Loài này được E.Gross mô tả khoa học đầu tiên năm 1997.